# アルトコロニーの定理
『アルトコロニーの定理』（アルトコロニーのていり）は、日本のバンドRADWIMPSのメジャー3枚目、通算5枚目のスタジオ・アルバムである。

## 概要
- 前作『RADWIMPS 4〜おかずのごはん〜』からは約2年3か月ぶりにリリースした作品。
- これまでは『RADWIMPS 4〜おかずのごはん〜』などに見られるように一貫してアルバム名には「バンド名(RADWIMPS)+番号+副題」というスタイルでタイトルをつけてきていたが、このアルバムではその流れを解消している。理由は予定調和が嫌であるし、惰性にもなりたくなく「これまでの延長線上に今回のアルバムがあるけれどもこれまでとは異次元のものが出来た」ということを示したかったからであると述べている。
- このアルバムを作る際にあたり、「7」という数字に世話になったということから、タイトルは「RADWIMPS 7」になる予定だった。しかし、野田曰く「店頭でお店の人が5、6がないと困らないようにするため」却下された。
- 2008年5月21日に公式サイトの野田の日記において「今年中にアルバム出します」という突然の宣言があったが[1]、実際この時はまだアルバム制作についてほとんど何も始まっていない状況であった。それに関して野田は「言わないと始まらないと思ったのでまず言っちゃおう、言ったらどうにかなるんじゃないかと思った」と述べている[2]。結局年内に発売する事は出来ず、野田は再び日記にて謝罪し、その際野田は2008年度内にアルバムをリリースすることを約束した[3]。

ちなみに、リリースの延期理由についてスタッフは2008年12月24日のオフィシャルブログのなかで、リリースが年内に叶わなかったのはバンドだけの問題ではないことを強調している。その後、翌2009年の3月11日にアルバムリリース日が設定され、その発表のとおり、3月11日のリリースに至っている。
- タイトルにある「アルトコロニー」とは野田の造語であり、「定理」という言葉は野田が数学好きであり、そのような雰囲気が欲しかったという理由でつけられた。
- 2021年現在、収録曲すべてがライブで披露された最後のオリジナルアルバムである。

## ミュージック・ビデオ
シングル収録曲は各リンクを参照。
タユタ
監督：掛川康典
車に乗った野田がメインになっている。
おしゃかしゃま
監督：掛川康典 ・- 永戸鉄也
叫べ
監督：掛川康典
「昨日までの僕」と「今日からの僕」を2分割した画面にそれぞれ映している。

## 収録内容
| 全作詞・作曲: 野田洋次郎、全編曲: RADWIMPS。 |                                                                        |            |            |      |
| #                                            | タイトル                                                               | 作詞       | 作曲・編曲 | 時間 |
| 1.                                           | 「タユタ」                                                             | 野田洋次郎 | 野田洋次郎 | 3:04 |
| 2.                                           | 「おしゃかしゃま」                                                     | 野田洋次郎 | 野田洋次郎 | 3:48 |
| 3.                                           | 「バグパイプ」                                                         | 野田洋次郎 | 野田洋次郎 | 2:45 |
| 4.                                           | 「謎謎」                                                               | 野田洋次郎 | 野田洋次郎 | 5:46 |
| 5.                                           | 「七ノ歌」                                                             | 野田洋次郎 | 野田洋次郎 | 6:33 |
| 6.                                           | 「One man live」                                                       | 野田洋次郎 | 野田洋次郎 | 4:41 |
| 7.                                           | 「ソクラティックラブ」                                                 | 野田洋次郎 | 野田洋次郎 | 3:51 |
| 8.                                           | 「メルヘンとグレーテル」                                               | 野田洋次郎 | 野田洋次郎 | 4:47 |
| 9.                                           | 「雨音子」                                                             | 野田洋次郎 | 野田洋次郎 | 3:49 |
| 10.                                          | 「オーダーメイド」                                                     | 野田洋次郎 | 野田洋次郎 | 5:57 |
| 11.                                          | 「魔法鏡」                                                             | 野田洋次郎 | 野田洋次郎 | 3:17 |
| 12.                                          | 「叫べ」                                                               | 野田洋次郎 | 野田洋次郎 | 4:53 |
| 13.                                          | 「37458」                                                              | 野田洋次郎 | 野田洋次郎 | 6:19 |
| 14.                                          | 「ふたりごと (Aah,Oh,Ooh… Mix)」(初回限定盤のみシークレット・トラック) | 野田洋次郎 | 野田洋次郎 | 7:29 |
| 合計時間:                                    | 合計時間:                                                              | 66:59      |            |      |

## 収録曲
1. タユタ
  - タイトルは「揺蕩（たゆた）う」をもじったもの。
  - アルバムリリース前に先行配信された。Aメロの部分が決まらず、半年以上考えていたという。
  - 2013年に絢香がカバーした。カバーアルバム『遊音倶楽部 〜1st grade〜』に収録されている。
  - 2009年のアルバムツアー「イルトコロニーTOUR 09」以降長らく披露されていなかったが、2020年の「RADWIMPS 15th Anniversary Concert」の1曲目としておよそ11年ぶりに演奏された。[9]。
2. おしゃかしゃま
  - アルバムリリース前に先行配信された。伝えたいことが多すぎて当初は現在の5倍以上の歌詞になってしまい、かなり削ったが、それでもディレクターには多いと言われた。メロディーはまずど頭のリフが出てきたらしく、「すごい出会いだなぁっていうフレーズ」と野田は語っている。ここは野田の両利きを活用したリフになっている。
  - リリース後、ライブではどの公演でも必ず披露されており、ミュージックビデオの再生数も約5000万回と、バンドの中でも代表的な楽曲となっている。
  - JOYSOUND実施の「難しすぎて歌えない曲」ランキングTOP10で第2位にランクインしている。
3. バグパイプ
  - バグパイプは楽器のことだが、これは「最初のフレーズがバグパイプっぽいね」とテックの人に言われたことから名づけられた。かつて付き合っていた彼女との決別を書いた曲。
  - 2010年を最後に日本国内では演奏されていないが、2015年の「RADWIMPS 2015 Asia-Europe Live Tour」にて海外公演でのみ演奏されている。
4. 謎謎
  - 読み方は「なぞなぞ」。
  - この曲の原型から更に何か違う要素を入れたくて、鍵盤でアレンジを考えたという。野田が相手のために何か言いたいと思って作った歌だという。
  - こちらも2009年のアルバムツアー「イルトコロニーTOUR 09」以降長らく披露されていなかったが、2019年の「ANTI ANTI GENERATION TOUR 2019」にて10年ぶりに演奏された。
  - 2025年に二宮和也がカバーした。カバーアルバム『○○と二宮と2』に収録されている。
5. 七ノ歌
  - 読み方は「なのか」。
  - 最初はもっとシンプルでコーラスを入れる気は全くなかったが、レコーディング前日に思いついてやってみたところ成功したという。ちなみに、最初のコーラスの声はすべて野田が少しずつ人格を変えながら16人分の声を一人で出した。
  - 2015年の「RADWIMPSのはじまりはじまり」のセットリスト候補に当楽曲が候補に入っていた。
6. One man live
  - アルバムを作る上でキーになった曲だという。野田曰く「今までのRADWIMPSの流れを汲んでいながら、今までで一番遠いところまで行けた曲」。

「おしゃかしゃま」の次にライブでよく演奏される(「青とメメメ」「RADWIMPS GRAND PRIX」「Road to Catharsis Tour 2018」など)
7. ソクラティックラブ
  - 途中でアルバムに入れるか迷ったという。その理由は完成に非常に苦労し、イライラしていた自分がいたから。野田曰く「黒い時期の自分が出てくる歌詞」だという。ちなみに、「四人で並んで歩けばいい」という歌詞はバンドのことではなく、「寂しさ」「君」「悲しさ」「僕」のことだという。
  - 歌詞に、たくさんの星座の名前が出てくる。
  - リリース当初はライブで披露されていなかったが、2013年4月に横浜アリーナで行われたライブ「RADWIMPS LIVE 2013 春ウララレミドソ」で初披露された。
8. メルヘンとグレーテル
  - 2006年のシングル「ふたりごと」でした約束を叶えるために作られた続編曲。また、野田曰く「現実が一番いたたまれない時の自分が書いた曲」。かなり早い段階で作曲が行われていたという。この曲に対し野田は「自分の歌なんだけど、『ふたりごと』を歌っていたあの人が歌っている歌なんじゃないかなぁって。『ふたりごと』の中の『メルヘンとグレーテル』って感じ。」と語っている。ちなみに「『君』は７画で 『僕』は14画で」という歌詞はサビの歌詞を書いている最中に気づいたらしい。
9. 雨音子
  - 読み方は「あまおとこ」。
  - アルバムリリース前に先行配信された。どこをどう切り取っても気持ちいい曲が欲しいと思って作られた曲。2007年に一度録音されたが、野田が嫌だと言って取りやめになった。しかしメンバー全員一致で好きな曲であったので、気持ち新たに2008年バージョンとして録音したところとても良くなったという。アルバムのバランスの中で非常に必要な曲であると野田は語っている。
  - 「イルトコロニーTOUR 09」の一部公演でのみ演奏された。
10. オーダーメイド
  - 9thシングル。野田にとって「また歌詞を書けるな」と思わせてくれた曲であるという。また、「ある意味、アルバムの最後にできて欲しかった曲」だと語っている。朝方にアコースティックギターを弾いているとき「きっと僕は尋ねられたんだろう 生まれる前どこかの誰かに」という歌詞が「降ってきた」という。野田曰く「あの『降ってくる』感はほとんど出会えないから、すごく不思議な感じ。」。
  - 初め野田はこの曲を収録する必要はないと考えていたが、その旨を語ると周りから冷たい視線を浴びたという。最終的には「やっぱり入っていて良かった」と語っている。
  - 「青とメメメ」「RADWIMPS 10th ANNIVERSARY LIVE RADWIMPSのはじまりはじまり」など、重要なライブの本編ラストで歌われている。
  - 2017年の「Human Bloom Tour 2017」では、アンコールにて野田1人で弾き語ったものも披露した。
11. 魔法鏡
  - 読み方は「マジックミラー」。「まほうきょう」「まほうのかがみ」などの読み方の勘違いが数多く見受けられるとして、公式ホームページにフリガナがつけられたという。
12. 叫べ
  - 2007年、メンバー同士の意見の食い違いなどでバンドとして混沌としており、一時期は解散の危機にまで達していた。「叫べ」はその苦悩の時期から抜けてやっと開ききれそうだという時に作られた曲である。それゆえどうしても入れたい歌詞があり、本作にどうしても収録したい一曲であった。Aメロのキーが直前に変更されるなど、レコーディング当日までアレンジの調整が図られた。歌詞には野田が「こう思えたら幸せだな」と感じることが書かれている。
  - 2015年11月23日に横浜アリーナで開催された「RADWIMPSの胎盤」にて対バン相手のスピッツが本楽曲をカバーした。
  - 2020年、マンダム「GATSBY ペーパーシリーズ」のCMソングに起用され[10][11]、11年越しのタイアップとなった。
13. 37458
  - 読み方は「みなしごはっち」。
  - 「タユタ」とこの曲ができたことで、アルバムのイメージが固まったという。
  - この曲名の由来は、1970年代の人気アニメ『みなしごハッチ』である。